# Loimaa
Loimaa – miasto i gmina w Finlandii, w regionie Finlandia Właściwa (fiń. Varsinais-Suomi). Powierzchnia gminy wynosi 852 km², z czego 3,97 km² stanowi woda. Populacja wynosi 16 989 (31 marca 2010).
1 stycznia 2005 do Loimaa została włączona Loimaan kunta (gmina Loimaa), a 1 stycznia 2009 Alastaro i Melillä.
W mieście znajduje się stacja kolejowa.
Herb miasta zaprojektował w 1952 Aake Kaarnama. Przedstawia on kłos pszenicy otoczony czterema krzyżami koniczynowymi, wszystko złote, na niebieskim tle.

## Współpraca
- Åmål, Szwecja
- Uddevalla, Szwecja
- Frogn, Norwegia
- Skien, Norwegia
- Türi, Estonia
- Jõhvi, Estonia
- Stara Russa, Rosja
- Mosfellsbær, Islandia
- Gmina Thisted, Dania
- Grenaa, Dania

## Sport
- Hurrikaani-Loimaa – klub piłki siatkowej mężczyzn